# Philip Fysh

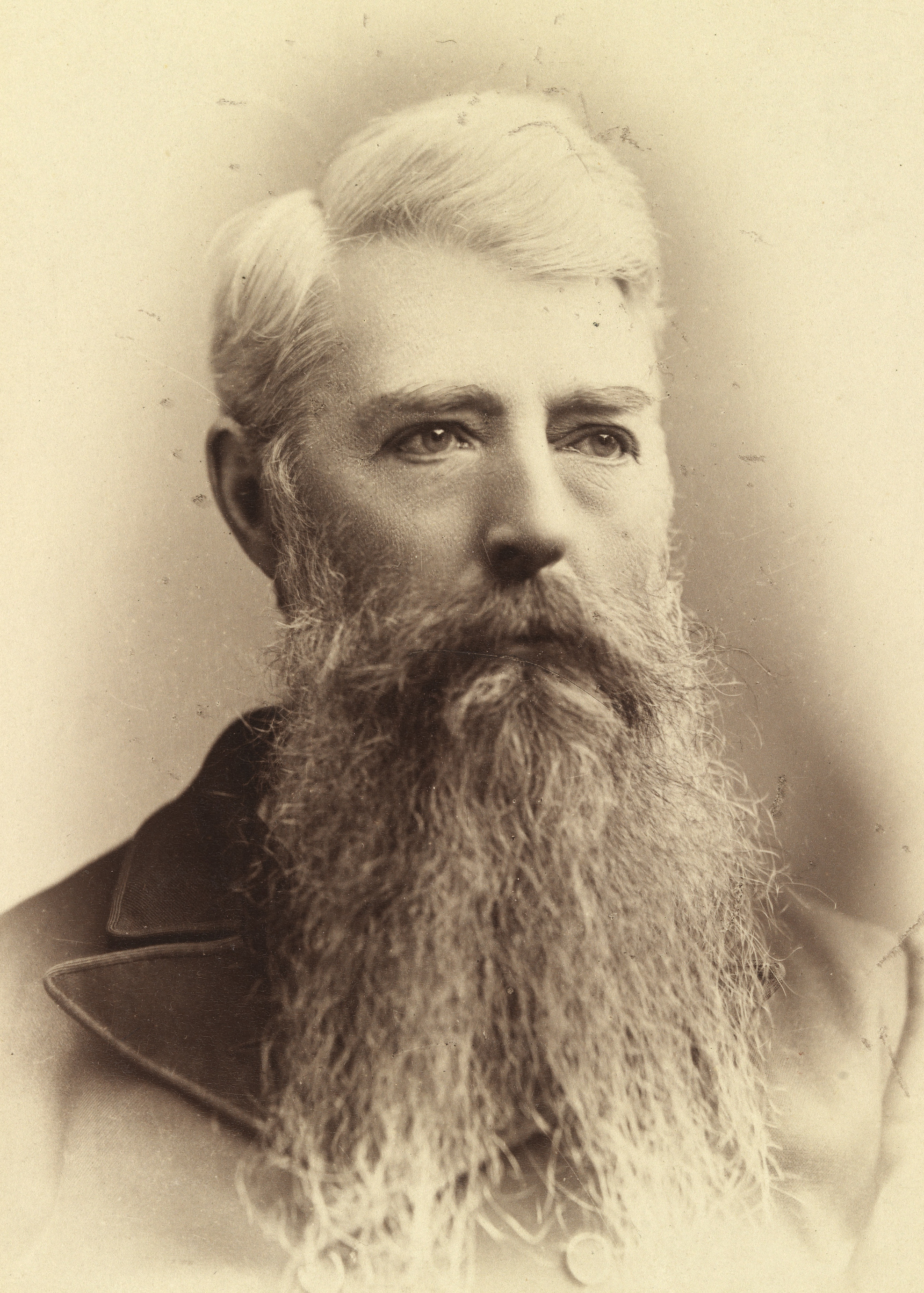
Philip Oakley Fysh (1900)

Hon. Sir Philip Oakley Fysh, KCMG (* 1. März 1835 in Highbury, London; † 20. Dezember 1919 in Sandy Bay, Tasmanien) war ein australischer Politiker, der unter anderem zwischen 1877 und 1878 und erneut 1887 bis 1892 Premierminister von Tasmanien sowie nach der Formierung des Australischen Bundes zum 1. Januar 1901 bis 1910 Mitglied des Australischen Repräsentantenhauses sowie Minister in verschiedenen australischen Regierungen war.

## Leben

### Abgeordneter und Premierminister von Tasmanien
Philip Oakley Fysh, Sohn von John Fysh, war als Kaufmann tätig und wurde am 16. Juni 1866 erstmals Mitglied des Tasmanischen Legislativrates (Tasmanian Legislative Council) und vertrat in diesem bis zum 22. März 1869 den Wahlkreis „Hobart“. Am 9. November 1870 wurde er für den Wahlkreis „Buckingham“ abermals Mitglied des Legislativrates, dem er nunmehr bis zu seinem Rücktritt im August 1873 angehörte. Daraufhin wurde er am 3. August 1873 Mitglied des Tasmanischen Abgeordnetenhauses (Tasmanian House of Assembly) und vertrat in diesem bis November 1878 den Wahlkreis „East Hobart“. In der Regierung von Premierminister Alfred Kennerley übernahm er von August 1873 bis März 1875 zunächst das Amt als Schatzminister und war im Anschluss zwischen März 1875 und Juli 1876 Minister ohne Geschäftsbereich. Nachdem er von Juli bis August 1877 kurzzeitig Oppositionsführer im Tasmanian House of Assembly war, löste er am 9. August 1877 Thomas Reibey als Premierminister von Tasmanien ab und bildete seine erste Regierung. Er bekleidete das Amt bis zum 5. März 1878 und wurde daraufhin von William Giblin abgelöst. In der Regierung von Giblin fungierte er erneut von März bis Dezember 1878 abermals als Minister ohne Geschäftsbereich.
Am 15. März 1884 wurde Fysh wieder zum Mitglied des Legislativrates und vertrat in diesem bis zum 24. April 1894 abermals den Wahlkreis „Buckingham“. Als Nachfolger von James Agnew übernahm er am 30. März 1887 erneut das Amt des Premierministers und hatte dieses bis zu seiner Ablösung durch Henry Dobson am 17. August 1892 inne. In seinem zweiten Kabinett fungierte er zudem zwischen dem 30. März 1887 und dem 17. August 1892 als Chefsekretär der Regierung. Er war von April 1892 bis April 1894 Oppositionsführer im Legislativrat und bekleidete zwischen August 1892 und April 1894 in der Regierung von Premierminister Edward Braddon den Posten des Schatzministers. Nach seinem Ausscheiden aus dem Legislativrat wurde er am 24. April 1894 wieder Mitglied des Abgeordnetenhauses und vertrat zunächst bis zum 20. Januar 1897 den Wahlkreis „North Hobart“ sowie im Anschluss bis zum 30. Dezember 1898 den Wahlkreis „Hobart“. Daneben war er 1895 und 1897 Mitglied des Australasiatischen Bundesrates (Australasian Federal Council), der sich mit der Formierung des Australischen Bundes zum 1. Januar 1901 befasste. Für seine Verdienste wurde er am 1. Januar 1896 als Knight Commander des Order of St Michael and St George (KCMG) geadelt, so dass er fortan das Prädikat „Sir“ führte.

### Mitglied des Australischen Repräsentantenhauses und Kabinettsminister
Philip Fysh, der einen Ehrendoktortitel des Zivilrechts der University of Oxford verliehen bekam, fungierte von Dezember 1898 bis Februar 1901 als Generalagent für Tasmanien im Vereinigten Königreich. Er wurde am 29. März 1901 Mitglied des Australischen Repräsentantenhauses und vertrat in diesem nach seinen Wiederwahl 1903 und 1906 bis zum 19. Februar 1910 den Wahlkreis „Denison“, woraufhin William Laird Smith von der Australian Labor Party (ALP) neuer Abgeordneter wurde. Im Repräsentantenhaus vertrat er anfangs die Free Trade Party (FTP), danach zwischen dem 16. Dezember 1903 und dem 18. August 1904 die Protectionist Party sowie zuletzt bis zum 19. Februar 1910 die Commonwealth Liberal Party (CLP), die aus einem Zusammenschluss von Free Trade Party und Protectionist Party entstanden war. Am 26. April 1901 wurde er in die Regierung Barton berufen, die erste Regierung des am 1. Januar 1901 gebildeten Commonwealth of Australia, und bekleidete bis zum 10. August 1903 das Amt eines Ministers ohne Geschäftsbereich. Im Zuge einer Kabinettsumbildung löste er am 10. August 1903 James Drake als Generalpostmeister ab und behielt dieses Amt vom 24. September 1903 bis zum 27. April 1904 auch in der Regierung Deakin I.
1856 heiratete er Esther Willis († 1912), Tochter des Strohhutfabrikanten William Willis aus Luton. Deren Bruder William Willis (1835–1911), der die Liberal Party von 1880 bis 1885 als Abgeordneter im britischen House of Commons vertrat. Seine Tochter war die Ehefrau von Louis Shoobridge Sr. (1851–1939), der zwischen 1921 und 1937 Mitglied des Tasmanischen Legislativrates war. Er war dadurch der Großvater von Rupert Shoobridge (1883–1962), der von 1937 bis 1955 Mitglied sowie zwischen 1946 und 1955 Präsident des Tasmanischen Legislativrates war, sowie Urgroßvater von Louis Shoobridge Jr. (1920–2005), der von 1968 bis 1971 ebenfalls Mitglied des Tasmanischen Legislativrates war.

## Veröffentlichungen
- Federal finance, Hobart 1897

## Hintergrundliteratur
- F. C. Green (Herausgeber): A Century of Responsible Government 1856–1956, Hobart 1956